# الشارع (قصص قصيرة)
الشارع (بالإنجليزية: The Street)‏ هي مجموعة قصص قصيرة للكاتب الكندي مردخاي ريشلر، نشرت عام 1969، لأول مرة عن دار نشر ماكليلاند آند ستيوارت.